# Kaisershagen
Kaisershagen ist eine ländliche Siedlung im Norden des thüringischen Unstrut-Hainich-Kreises und ein Ortsteil der Gemeinde Unstruttal mit Sitz in Ammern.

## Geografie

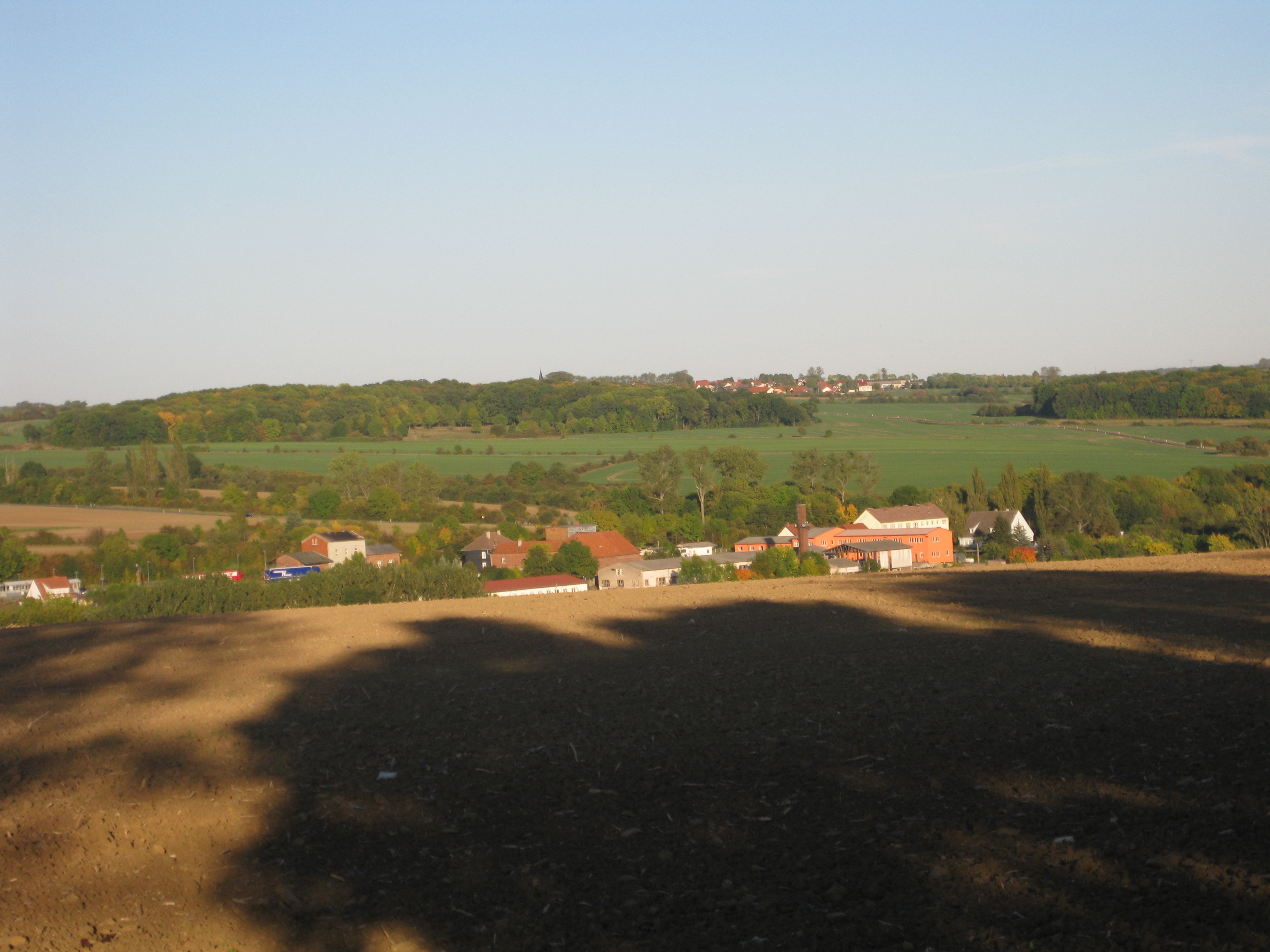
Kaisershagen am Rande des Dünplateaus von Westen aus gesehen (im Vordergrund befindet sich Dachrieden im Unstruttal)

Die Gemarkung umfasst etwa 750 ha, die überwiegend ackerbaulich genutzt werden. Im Norden und Westen befinden sich auch größere Viehweiden. Das Flachstal im Osten wird traditionell mit Schafen beweidet.
Mit dem Vogtholz im Norden hat Kaisershagen auch einen Anteil am Laubwaldgebiet der Mühlhäuser Hardt. Mit (450 m ü. NN) befindet sich dort der höchste Punkt des Ortes. Der mit (300 m ü. NN) 300 m ü. NN niedrigste Punkt liegt am Grund des Flachstals östlich der Ortschaft, einem tief eingegrabenen Trockental, das als Steingraben zeitweise linksseitig in die Unstrut entwässert. Markante und daher mit trigonometrischen Punkten versehene Höhenpunkte sind der (430,4 m ü. NN)  hohe Kalte Berg im Nordwesten sowie der (335,8 m ü. NN) hohe Goldberg im Südosten der Gemarkung. Die Ortschaft selbst liegt in  (350 m ü. NN) Höhe auf dem vom Oberen Muschelkalk gebildeten Plateau der Südabdachung des Dün.

## Geschichte

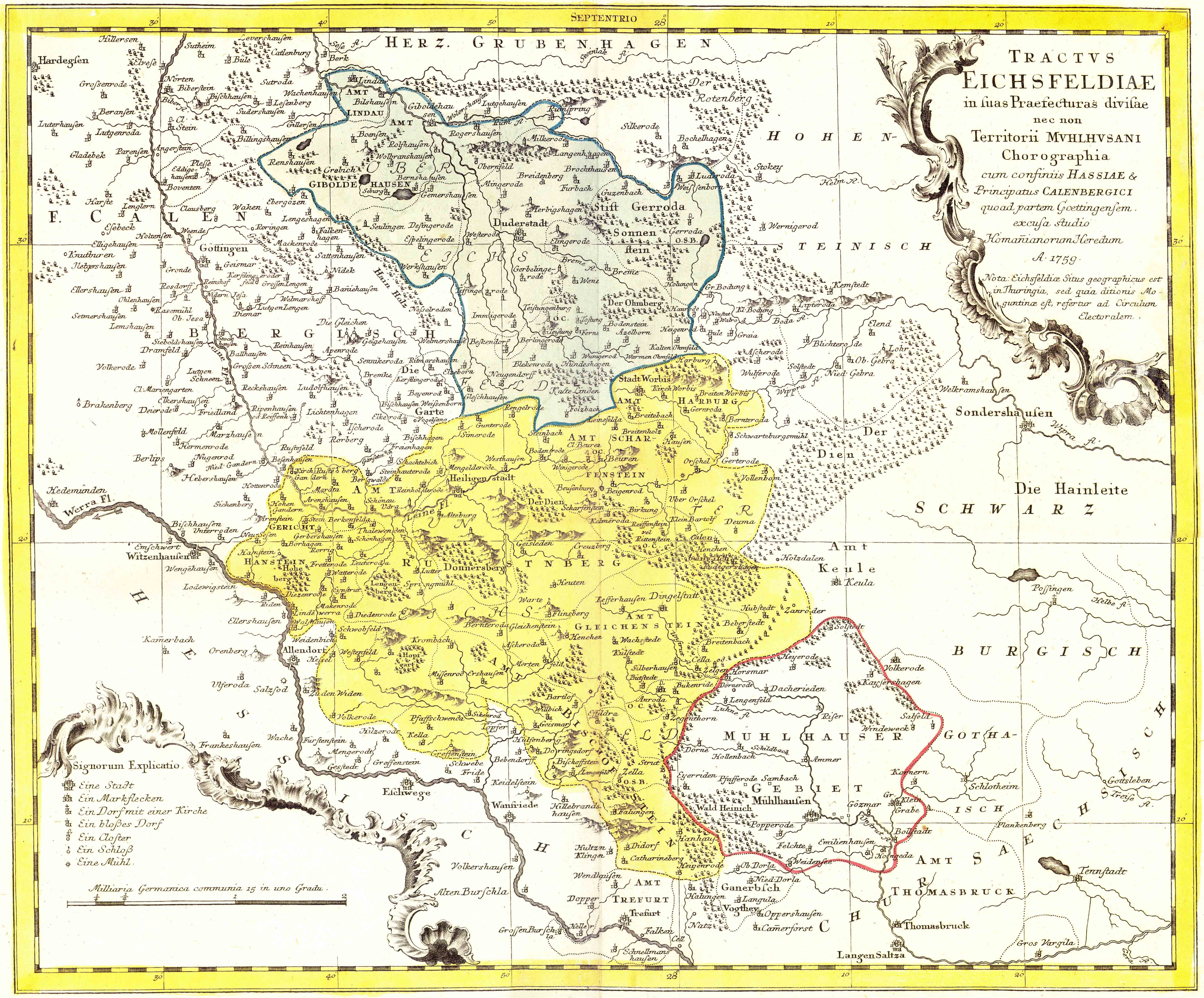
Das Eichsfeld und das Gebiet der Freien und Reichsstadt Mühlhausen mit Kaysershagen (Kaiershagen) um 1759 (Die Karte enthält einige Fehler: siehe Kartenbeschreibung auf Commons)

Das Angerdorf beruht auf einer Gründung während der spätmittelalterlichen Rodungsperiode. Die erste urkundliche Erwähnung stammt aus dem Jahr 1321. An den alten Ortskern mit breitem Dorfanger schließen sich im Süden entlang der Verbindungsstraßen zu den an der Unstrut gelegenen Nachbarorten Reiser im Süden und Dachrieden im Südwesten neuere Siedlungsteile an. Der Ort lag innerhalb des ehemaligen Königsgutbezirkes der Reichsstadt Mühlhausen, der im Norden und Nordwesten durch den Mühlhäuser Landgraben gegen feindliche Übergriffe geschützt war. 1565 zählte man in Kaisershagen 48 Mann Bevölkerung.
1802 fiel Kaisershagen zusammen mit Mühlhausen an das Königreich Preußen, von 1807 bis 1813 an das von Napoleon geschaffene Königreich Westphalen (Kanton Dachrieden) und wurde nach dem Wiener Kongress 1816 dem Landkreis Mühlhausen in der preußischen Provinz Sachsen zugeordnet.
Am 2. September 1995 bildete Kaisershagen zusammen mit Ammern, Dachrieden, Eigenrode, Horsmar und Reiser die neue Gemeinde Unstruttal als Nachfolgerin der aufgelösten Verwaltungsgemeinschaft Unstrut-Luhne.

## Sehenswürdigkeiten

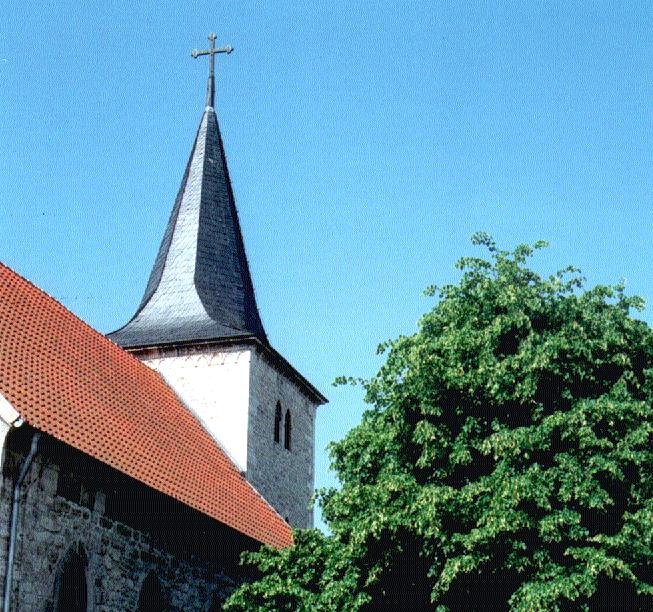
Dorfkirche Sankt Gotthardi

Das Zentrum des Ortes wird von der gotischen, aus Muschelkalkquadern gemauerten und heute zur evangelischen Kirchgemeinde Windeberg gehörenden Dorfkirche Sankt Gotthardi gebildet. Nach einem Brand im Jahre 1839 wurden Chorgestühl und Turmspitze erneuert.
Gegenüber befindet sich in einem geschieferten Fachwerkhaus das Gasthaus „Zum alten Kaiser“. Die ehemaligen, als Dreiseiter angelegten Bauernhöfe reihen sich traufseitig entlang des Dorfangers auf und bilden eine nahezu geschlossene Häuserfront mit Tordurchfahrten. Die Häuser stammen überwiegend aus der ersten Hälfte des 19. Jahrhunderts und sind Fachwerkbauten, deren Holzkonstruktion teilweise als Sichtfachwerk freigelegt, teilweise aber auch verputzt oder zum Schutz vor Funkenflug mit Schiefer- oder Eternitplatten versehen wurde. Im Zentrum des Dorfangers befindet sich anstelle des früheren Dorfweihers ein Feuerlöschbecken mit Springbrunnen, das von mit Rotdorn und einer Rosskastanie bepflanzten Rasenflächen umgeben ist. Auch der aus Bruchsteinen gemauerte, aber ausgetrocknete Brunnen vor der Kirche ist erhalten geblieben und wurde neu überdacht. Auf Anregung des damaligen ortsansässigen Tierarztes wurde 2013 von der Gemeinde Unstruttal in Zusammenarbeit mit der Beruflichen Schule des Unstrut-Hainich-Kreises das Umspannhäuschen in ein sogenanntes Tierhotel umgebaut. Auf diese Weise wurde Lebensraum für Fledermäuse, Vögel und Insekten geschaffen.
Das alte Dorf ist von einem Gürtel aus Bauerngärten und Streuobstwiesen umgeben. Der nördliche Ortsausgang wird von einer alten Rosskastanie geprägt. Unweit östlich davon, in einem Bauerngarten, und ebenso auf dem Kirchanger spenden großkronige Sommerlinden und eine Winter-Linde vor dem Kirchportal Schatten. Der Friedhof wurde vom Kirchanger an den nordwestlichen Ortsrand verlegt. Auf die ehemalige Nutzung des Kirchangers als Friedhof weist das Denkmal für die Gefallenen der beiden Weltkriege hin.

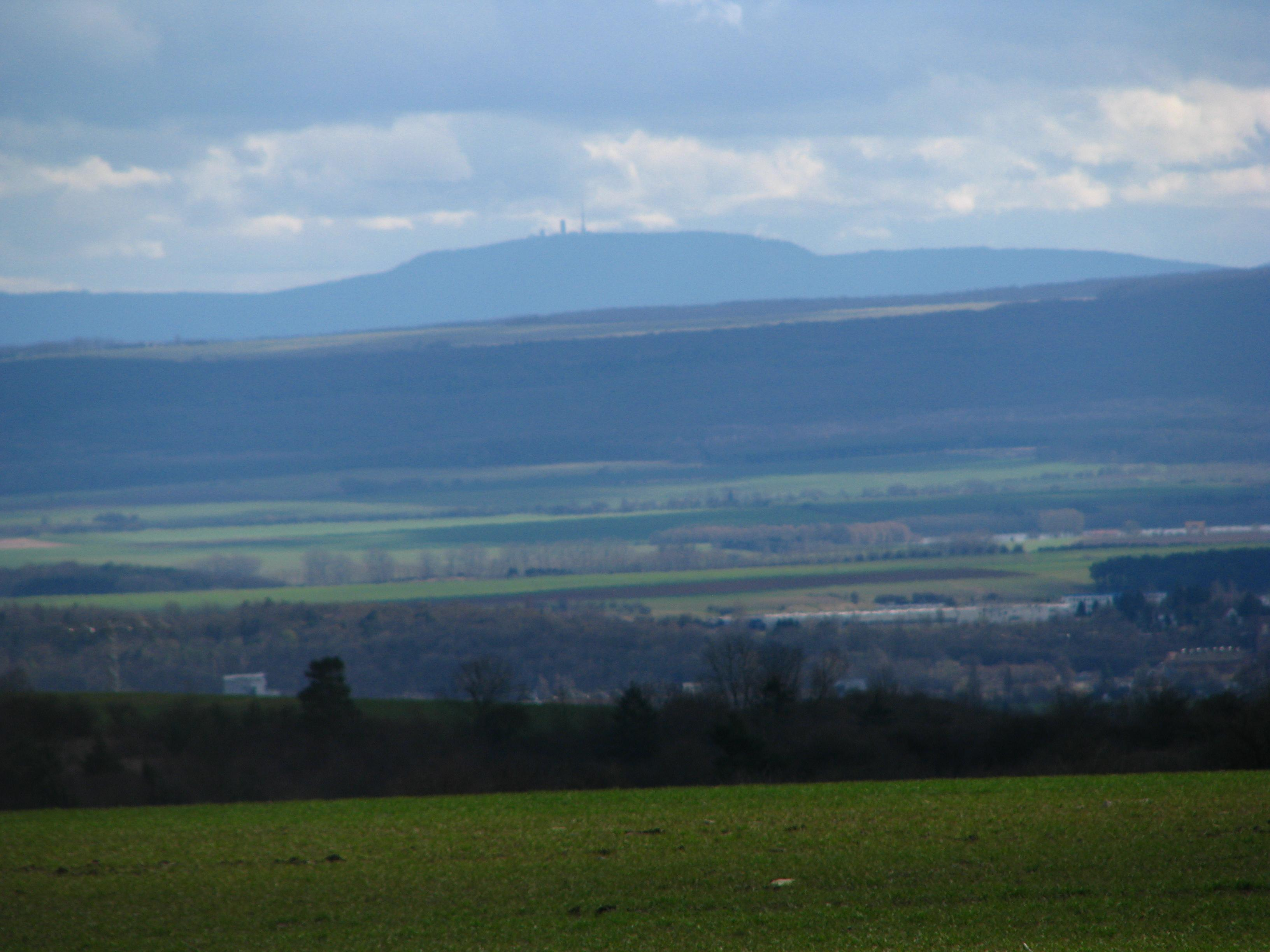
Inselsbergblick von Kaisershagen aus

Von den Viehweiden am westlichen Ortsrand schweift der Blick nach Süden über das Luhnetal, das Mühlhäuser Becken mit der Stadt Mühlhausen/Thüringen sowie den bewaldeten Hügelzug des Hainich. Bei guter Sicht reicht der Blick bis zum Inselsberg, dem höchsten Berg des westlichen Thüringer Waldes, der dann im Hintergrund auftaucht.

## Wirtschaft
Mehrere Handwerksbetriebe und eine Pension sind im Ort ansässig. Die Äcker werden von zwei landwirtschaftlichen Betrieben aus Kaisershagen und dem benachbarten Eigenrode bewirtschaftet. Gärten und Viehweiden liegen in der Hand von Nebenerwerbslandwirten.
Das Flachstal wird seit Beginn des 19. Jahrhunderts mit Schafen beweidet; eine Schäferei befindet sich im Osten des Ortes.

## Veranstaltungen
Die Dorfgemeinschaft pflegt ländliche Traditionen – das  Maifeuer, die  Kirmes und das alljährlich stattfindende Kirchweihfest. Auch Pfingstmaien, frisch geschlagene junge Birken, werden am Dorfgasthaus aufgestellt.